# Nikon I, M и S
Nikon — первая модель фотоаппарата, выпущенная японской компанией Nippon Kogaku K. K. в марте 1948 года. С появлением следующих моделей, во избежание путаницы первую стали обозначать Nikon I, хотя в маркировке камеры это никак не отражалось. 

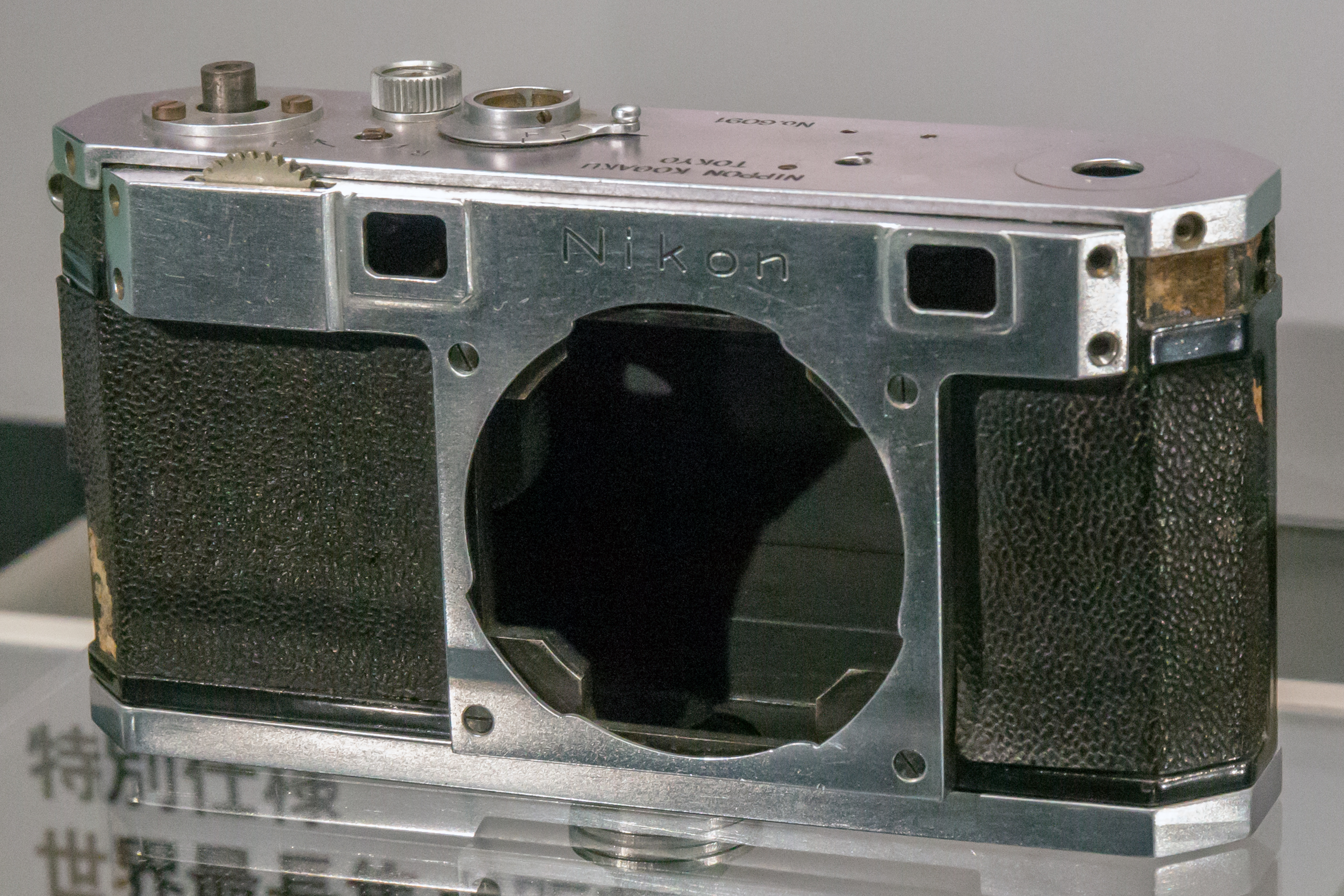
Прототип фотоаппарата Nikon I

Этот дальномерный фотоаппарат для 35-мм фотоплёнки представлял собой необычный гибрид технических решений лидеров немецкой оптико-механической промышленности Contax и Leica. Военное поражение нацистской Германии и её оккупация Союзными войсками привели к аннулированию всех законов и патентов, изданных в нацистской Германии. Поэтому копирование немецких прототипов в фотоаппарате Nikon I не противоречило международному праву.

## Технические особенности
Инженеры Nippon Kogaku скомбинировали конструкцию Contax II и Leica III, взяв от обоих фотоаппаратов их наиболее сильные элементы. Как и у Contax, задняя крышка Nikon была съёмной, давая одно из важнейших перед Leica преимуществ по удобству перезарядки фотоплёнки. 

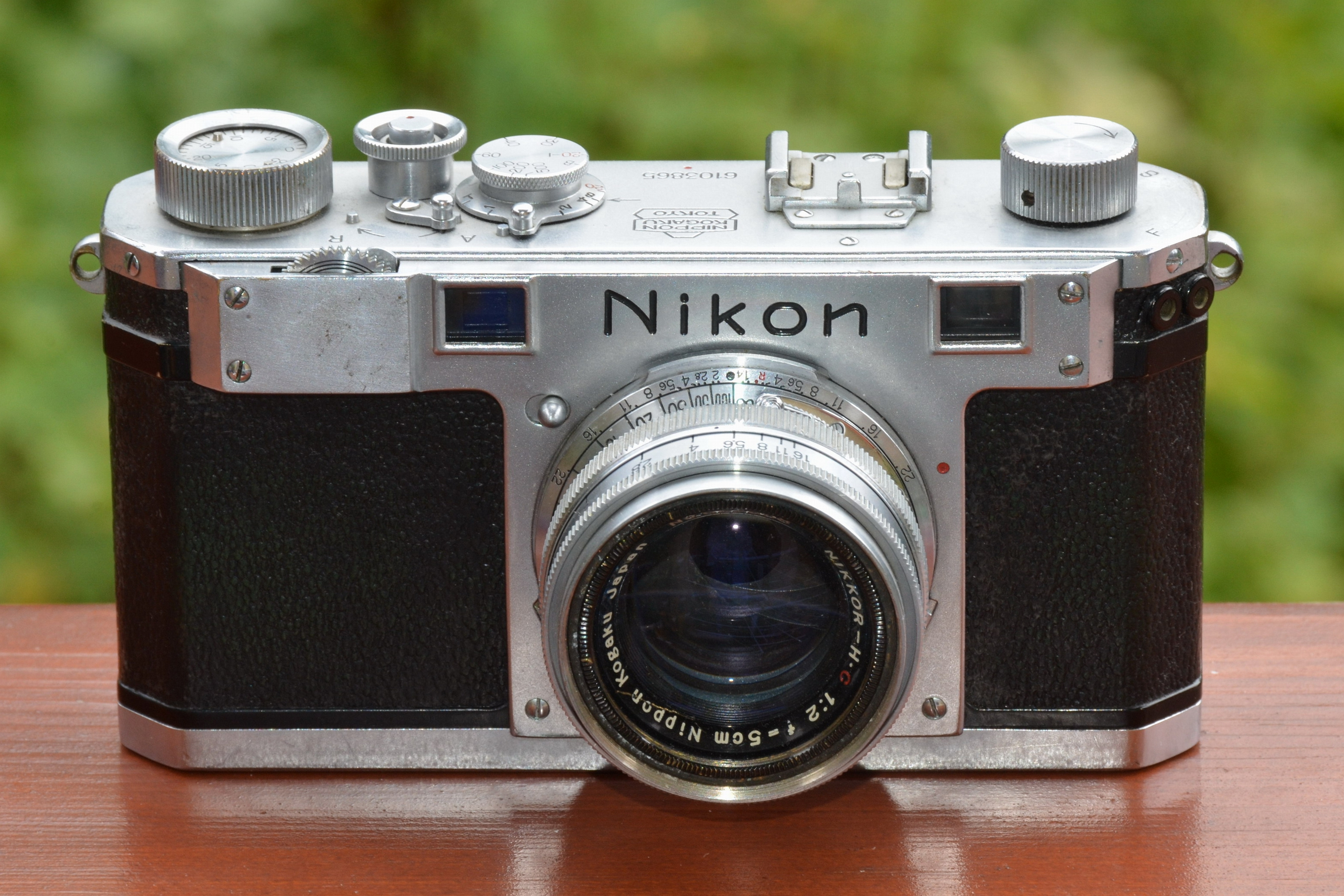
Фотоаппарат «Nikon S», 1951

В то же время, чрезвычайно сложный фокальный затвор с вертикальным движением металлических шторок-жалюзи был заменён более дешёвым в производстве и отлично зарекомендовавшим себя матерчатым затвором Leica, улучшив ремонтопригодность фотоаппарата. Самый точный на тот момент дальномер «Контакса», совмещённый с телескопическим видоискателем, был доработан: его номинальная база укорочена, позволив отодвинуть второе окно из-под постоянно перекрывающих его пальцев правой руки фотографа. При этом, эффективная база дальномера сохранена за счёт возросшего увеличения окуляра. Заимствован также байонет Contax RF, обеспечивающий наиболее точную связь оправы сменных объективов с дальномером. 
Выдержки затвора регулировались в пределах от 1/500 до 1 секунды двумя концентрическими головками, расположенными соосно на верхнем мосту. Одна из головок переключала короткие выдержки, а другая — длинные, которые отрабатывались анкерным механизмом задержки. Принцип унаследован от Leica III, где выдержки переключались раздельно. Экспонометр и автоспуск в фотоаппарате отсутствовали. От Contax II камера унаследовала двухцилиндровые кассеты со световым лабиринтом, а также конструкцию замков крышки. При их запирании одновременно открывались щели кассет, обеспечивающие беспрепятственный выход плёнки. Стандартные кассеты тип-135 также пригодны для зарядки в фотоаппарат.

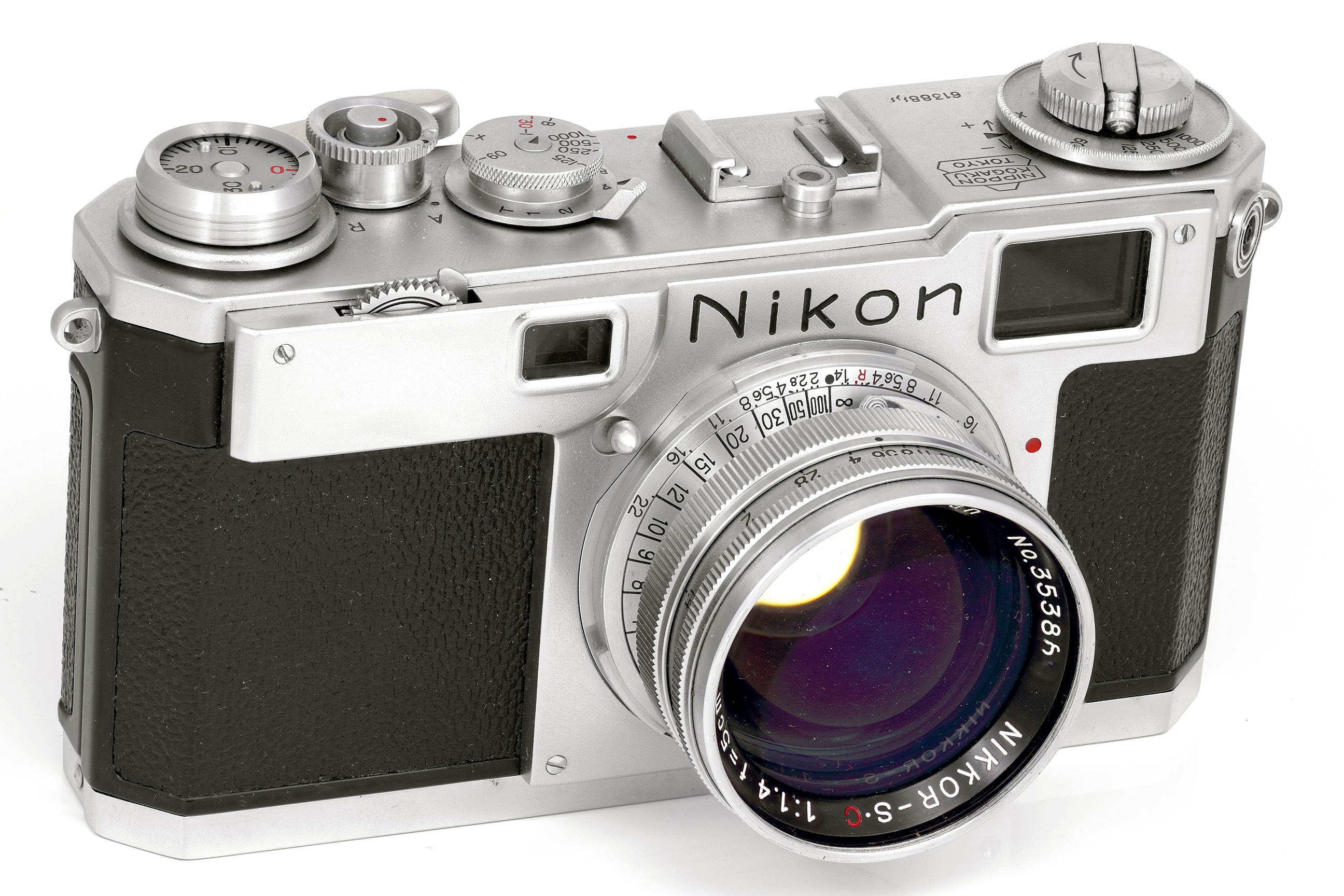
Фотоаппарат Nikon S2, впервые получивший кадр 24×36 мм

Самым нестандартным решением был размер кадра: вместо традиционного малоформатного 24×36 мм камера давала изображение формата 24×32, предложенного корпорацией Minolta в качестве «японского стандарта» (англ. Nippon Standard). Его соотношение сторон было гораздо ближе к большинству форматов фотобумаги, а на ролике плёнки тип-135 такой кадр с шагом в 7 перфораций вместо 8 давал выигрыш в 5 дополнительных снимков. Однако, американская оккупационная администрация запретила экспорт фотоаппаратов с таким форматом в США, поскольку кадр не вписывался в стандартную рамку слайдов Kodachrome и был непригодным для автоматических резаков. Американский рынок был ключевым для послевоенной Японии, и не получив на него доступа, камеры Nikon были выпущены в количестве всего 738 экземпляров.
Это стало одной из причин изменения размеров кадрового окна следующей модели Nikon M, выпущенной в октябре 1949 года и снимавшей негатив 24×34 мм. Шаг кадра был приведён к общему стандарту в 8 перфораций, но длина кадрового окна ограничивалась конструкцией затвора, заимствованного от первой модели. В отличие от других малоформатных фотоаппаратов, Nikon M оставлял широкий промежуток между слегка укороченными кадрами, но это не препятствовало автоматической нарезке слайдов Kodachrome. В итоге, камера была допущена к продаже на территории США, и уже в июле 1949 года выпускалось до 200 фотоаппаратов в месяц. В 1951 году компания начала выпуск модели Nikon S с синхроконтактом, что и было отражено в названии. Nikon M и Nikon S внешне ничем не отличаются от первой модели, и могут идентифицироваться только по серийным номерам. Стандартный кадр 24×36 мм появился только в модели Nikon S2 1954 года с новым затвором, барабаны которого были разнесены на достаточное расстояние. Это первый японский фотоаппарат, получивший вместо головки взвода курок, а также рулетку обратной перемотки.
Дальнейший успех семейства дальномерных фотоаппаратов Nikon во многом предопределён высоким качеством сменных объективов Nikkor, выпуск которых был налажен одновременно с камерами. Большинство из них стали дальнейшим развитием немецкой оптики, самостоятельно усовершенствованной японскими инженерами. В ассортимент входили и телеобъективы с фокусным расстоянием до 1000 мм, рассчитанные на работу с зеркальной приставкой. Следующая после «S2» модель Nikon SP послужила основой для Nikon F, ставшего родоначальником одной из самых известных в мире зеркальных фотосистем.